# Катик Абрам Ілліч
Абрам Катик (1860, Херсон - 1936, Москва) - московський купець, почесний громадянин, гільзовий фабрикант, засновник Торгового дому «А. Катыкъ и К°».

## Біографія
Син небагатих караїмів Іллі Катика і Мільке Мічрі, з нижчою караїмською та загальною освітою. Катик є ініціатором і головним засновником створеної ним спільно з братом Йосипом Катиком (1861-1923) близько 1890 року в Москві знаменитої гільзової фабрики «А. Катыкъ и К°», що існувала до більшовицького перевороту.
Брав діяльну участь до переовроту і в житті своїх одноплемінників. Будучи постійно обираним Головою Правління, багато років стояв на чолі Московської громади, яка ставилася до нього з винятковою повагою і для якої його слово мало вирішальне значення. Потім був одним з головних засновників Московського караїмського благодійного товариства допомоги бідним караїмам, беззмінним Головою Правління якого він був від його заснування (1907 рік) і до скасування (1917 рік) і якому приніс також велику користь.
Належачи до прогресивної частини караїмів, Абрам Катик вирізнявся глибоким патріотизмом, щедрої чуйністю до всіх потреб свого народу, будучи в цьому прикладом для багатьох, і широкою благодійністю, надаючи матеріальну допомогу і всіляку підтримку, хто б до нього не звернувся, незалежно від його національності, але особливо учнівській молоді.
Після більшовицького перевороту був прийнятий на радянську службу і кілька років перебував комерційним директором в Радпольторзі в Москві. Два рази їздив у відрядження за кордон, причому всі завдання Радянського уряду виконав чесно і точно, цілком виправдавши надану йому довіру. Останній свої роки провів у злиднях, які стали головною причиною його смерті.
Був одружений з караїмкою з бідної сім'ї і залишив після себе вихованих в європейському дусі двох синів і двох дочок.

## Адреси в Москві
- Воронцовська вул., 35 - власний будинок А. Катика.
- Тверська-Ямська, Чухінскій пров., Будинок Пономарьова - адреса гільзової фабрики Торгового дому «А. Катыкъ и К°».
- Велика Молчановка вул., 17, кв. 3 - місце проживання на 1926 рік[5].